# Selena Gomez & the Scene: Live in Concert

Рекламний плакат для туру 2009 року

Selena Gomez & the Scene: Live in Concert (Selena Gomez & the Scene: Концерт в концерті) — дебютний концертний тур американського поп-гурту Selena Gomez & the Scene. Тур був організований на підтримку першого студійного групи Kiss & Tell  і розпочатий восени 2009 року. Концерти проходили на території Сполучених Штатів та Англії.

## Відкриття
- JLS (Віфлеєм)
- Мітчел Муссо (Спрінгфілд)

## Сетлист
1. "Kiss & Tell"
2. "Stop & Erase"
3. "Crush"
4. "Naturally"
5. "I Won't Apologize"
6. "More"
7. "The Way I Loved You"
8. "I Want It That Way"
9. "I Don't Miss You at All"
10. "Tell Me Something I Don't Know"
11. "Falling Down"
12. "Hot n Cold"

На біс
1. "I Promise You"
2. "Magic"

1. "Round & Round"
2. "Crush"
3. "Kiss & Tell"
4. "More"
5. "You Belong with Me"
6. "I Won't Apologize"
7. "The Way I Loved You"
8. "A Year Without Rain"
9. "I Don't Miss You At All"
10. "Hot n Cold"
11. "Falling Down"
12. "Love Is a Battlefield"
13. "In My Head"
14. "Tell Me Something I Don't Know"

На біс
1. "Naturally"
2. "Magic"

## Дати концертів
| Дата              | Місто                     | Країна                  | Місце проведення                  |
| Етап 1            | Етап 1                    | Етап 1                  | Етап 1                            |
| Північна Америка  | Північна Америка          | Північна Америка        | Північна Америка                  |
| ----------------- | ------------------------- | ----------------------- | --------------------------------- |
| 15 листопада 2009 | Сан-Дієго                 | Сполучені Штати Америки | House of Blues                    |
| 21 листопада 2009 | Анахайм, Каліфорнія       | Сполучені Штати Америки | House of Blues                    |
| 28 листопада 2009 | Даллас                    | Сполучені Штати Америки | House of Blues                    |
| 13 грудня 2009    | Темпі, Аризона            | Сполучені Штати Америки | Marquee Theatre                   |
| 20 грудня 2009    | Сан Франциско             | Сполучені Штати Америки | Palace of Fine Arts Theatre       |
| 7 лютого 2010     | Сан-Антоніо               | Сполучені Штати Америки | AT&T Center                       |
| 11 лютого 2010    | Нью-Йорк                  | Сполучені Штати Америки | Blender Theatre at Gramercy       |
| 14 лютого 2010    | Аппер Дарбі, Пенсільванія | Сполучені Штати Америки | Tower Theater                     |
| 20 лютого 2010    | Юніондейл, Нью-Йорк       | Сполучені Штати Америки | Nassau Veterans Memorial Coliseum |
| 21 березня 2010   | Х'юстон                   | Сполучені Штати Америки | Reliant Stadium                   |
| Європа            |                           |                         |                                   |
| 5 квітня 2010     | Лондон                    | Англія                  | O2 Shepherds Bush Empire          |
| Етап 2            |                           |                         |                                   |
| Північна Америка  |                           |                         |                                   |
| 14 серпня 2010    | Віфлеєм, Пенсільванія     | Сполучені Штати Америки | Sands Riverplace                  |
| 15 серпня 2010    | Індіанаполіс              | Сполучені Штати Америки | Hoosier Lottery Grandstand        |
| 21 серпня 2010    | Спрінгфілд, Іллінойс      | Сполучені Штати Америки | State Fairgrounds Grandstand      |
| 22 серпня 2010    | Еврика, Міссурі           | Сполучені Штати Америки | Old Glory Amphitheatre            |
| 11 вересня 2010   | Йорк, Пенсільванія        | Сполучені Штати Америки | Toyota Grandstand                 |
| 18 вересня 2010   | Помона, Каліфорнія        | Сполучені Штати Америки | Fairplex Park                     |
| 19 вересня 2010   | Хатчінсон, Канзас         | Сполучені Штати Америки | Sprint Grandstand                 |
| 10 жовтня 2010    | Фресно, Каліфорнія        | Сполучені Штати Америки | Paul Paul Theater                 |

### Скасовані і перенесені
| 28 липня 2010 | Харрінгтон, Делавер         | Exhibit Hall         | Скасований Концерт був частиною Delaware State Fair |
| 29 липня 2010 | Колумбус, Охіо              | Celeste Center       | Скасований                                          |
| 31 липня 2010 | Холмдел Тауншіп, Нью-Джерсі | PNC Bank Arts Center | Скасований Концерт був частиною Lilith Fair         |
| 1 серпня 2010 | Хартфорд, Коннектикут       | Comcast Center       | Скасований Концерт був частиною Lilith Fair         |

### Оцінка касових зборів
| Місце проведення            | Місто         | Квитки продані / Наявні | Валовий дохід |
| --------------------------- | ------------- | ----------------------- | ------------- |
| House of Blues              | Даллас        | 1 203 / 1 741           | $40 185       |
| Palace of Fine Arts Theatre | Сан-Франциско | 953 / 953 (100%)        | $26 507       |
| Blender Theatre at Gramercy | Нью-Йорк      | 706 / 706 (100%)        | $18 410       |